# Grete Ahlberg
Grete Ahlberg (* 29. Mai 1998) ist eine schwedische Leichtathletin, die sich auf den Hammerwurf spezialisiert hat.

## Sportliche Laufbahn
Erste internationale Erfahrungen sammelte Grete Ahlberg im Jahr 2015, als sie bei den Jugendweltmeisterschaften in Cali mit dem 3-kg-Hammer mit einer Weite von 52,89 m in der Qualifikation ausschied. Im Jahr darauf belegte sie bei den U20-Weltmeisterschaften in Bydgoszcz mit 58,65 m den achten Platz und 2017 wurde sie bei den U20-Europameisterschaften in Grosseto mit 50,72 m im Finale Elfte. 2019 belegte sie dann bei den U23-Europameisterschaften in Gävle mit 65,88 m den fünften Platz. 2022 belegte sie bei den Weltmeisterschaften in Eugene mit 70,11 m im Finale den neunten Platz, wie auch anschließend bei den Europameisterschaften in München mit 67,29 m. Im Jahr darauf wurde sie bei der 1. Liga der Team-Europameisterschaft im Rahmen der Europaspiele in Chorzów mit 69,49 m Fünfte, ehe sie bei den Weltmeisterschaften in Budapest mit 69,05 m in der Vorrunde ausschied. 2024 verpasste sie bei den Europameisterschaften in Rom mit 65,47 m den Finaleinzug.
In den Jahren 2018 und von 2021 bis 2023 wurde Ahlberg schwedische Meisterin im Hammerwurf.